# Одержимый, или Сделка с призраком
«Одержи́мый, или Сде́лка с при́зраком. Рожде́ственская фанта́зия» (англ. The Haunted Man and the Ghost’s Bargain, A Fancy for Christmas-Time) — пятая и последняя из «Рождественских повестей» Чарльза Диккенса, написанная в 1848 году.

## Сюжет
Главный герой — Учёный (в тексте с большой буквы) с фамилией Редлоу, учитель химии. Он довольно часто вспоминает об обидах и горестях прошлого, о промахах и досадах.
Обо всём этом знает Призрак, зловещий двойник Редлоу, который его преследует. Он предлагает герою забыть обо всём плохом и неудачном, что тревожит его душу. Редлоу не в восторге от такого предложения, но в конце концов соглашается, и тогда Призрак добавляет, что дар, который он передаст Редлоу, будет передаваться каждому, кого он встретит.
Профессор начинает новую жизнь без тягостных воспоминаний. Однако, теперь его преследует необъяснимая злость, которую он срывает на других персонажах: одном из своих студентов, на своих слугах Уильяме и Милли Свиджерах и семействе Тетерби, которые сдают комнату тому самому студенту. Мрачное пророчество Призрака сбывается, и душевное состояние Редлоу передаётся всем остальным. Но после постоянных ссор и раздоров герои понимают, что надо хранить воспоминания о прошлых ошибках, чтобы отпустить их и не повторять в дальнейшем. Наступает Рождество, и все собираются вместе. Подарок возвращён Призраку.
А ниже, такие отчетливые и  ясные,  точно  чей-то  голос повторял их вслух, стояли слова: «БОЖЕ, СОХРАНИ МНЕ ПАМЯТЬ!»

## Композиция

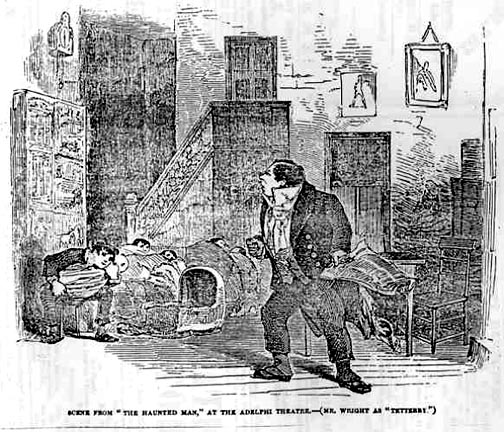
Иллюстрация одной из постановок в театре «Adelphi»

Повесть состоит из трёх глав, составляющих классическую цепочку событий литературного произведения.
Глава первая. Дар принят.
Завязка. Редлоу получает способности от Призрака.
Глава вторая. Дар разделён.
Кульминация. Способности забывать и порождать плохое передаются всем героям, включая даже детей Тетерби.
Глава третья. Дар возвращён.
Развязка. Всё злое, что накопилось в героях, уходит, и Редлоу отказывается от своего дара.

## Издание и отзывы
19 декабря 1848 года издательство «Bradbury and Evans» выпустило «Одержимого…» с иллюстрациями Тенниеля, Лича, Стоуна и Стэнфилда. Ближе к Рождеству М. Лемон ставит повесть на сцене, и она идёт довольно успешно. Интересно, что некоторые критики проводят параллель между этой рождественской повестью и написанным в тот же временной промежуток романом «Домби и сын» и отмечают тему наказанной гордыни как общую идейную черту, но разработанную в разных направлениях.
В настоящее время повесть не пользуется большой популярностью, как и предшествовавшая ей «Битва жизни» — в отличие от других произведений Диккенса, по ней не ставят новых спектаклей и не экранизируют. Некоторые читатели отмечают, что от «Одержимого…» нет ощущения цельной истории, и «что-то кажется излишним, что-то — „недотянутым“».